# Juha
Juha ist ein finnischer Männervorname.
Juha ist eine Kurzform des Vornamens Juhani, welcher eine Variante von Johannes ist. Dieser bedeutet „der Herr ist gnädig“.

## Bekannte Namensträger
- Juha Ahokas (* 1969), finnischer Ringer
- Juha-Matti Alaluusua (* 1985), finnischer Radsportler
- Juha Alén (* 1981), finnischer Eishockeyspieler
- Juha-Pekka Haataja (* 1982), finnischer Eishockeyspieler
- Juha Heinonen (1960–2007), finnischer Mathematiker
- Juha Helppi (* 1977), finnischer Pokerspieler
- Juha-Pekka Hytönen (* 1981), finnischer Eishockeyspieler
- Juha Kankkunen (* 1959), finnischer Rallyefahrer
- Juha Kaunismäki (* 1979), norwegisch-finnischer Eishockeyspieler
- Juha Laukkanen (* 1969), finnischer Speerwerfer
- Juha Ilmari Leiviskä (1936–2023), finnischer Architekt
- Juha Lind (* 1974), finnischer Eishockeyspieler
- Juha Malinen (* 1958), finnischer Fußballtrainer
- Juha Mieto (* 1949), finnischer Skilangläufer
- Juha Mannerkorpi (1915–1980), finnischer Dramatiker und Romancier
- Juha Riihijärvi (* 1969), finnischer Eishockeyspieler
- Juha-Matti Ruuskanen (* 1984), finnischer Skispringer
- Juha Salminen (* 1976), finnischer Endurosportler
- Juha Sipilä (* 1961), finnischer Politiker
- Juha Tiainen (1955–2003), finnischer Hammerwerfer
- Juha Väätäinen (* 1941), finnischer Langstreckenläufer
- Juha Ylönen (* 1972), finnischer Eishockeyspieler